# Districtul Salima
Salima este un district  în   statul Malawi. Reședința sa este orașul Salima.